# Alutor
Alutor är ett tjuktji-kamtjatkanskt språk som talas i Kamtjatka i Ryssland av alutor-folket. Språket talades av under 200 personer år 2000. Språket talas av nästan exklusivt av dem äldre och inga barn. Antalet etniska alutor-folk var 2000 år 1997, vilket gjorde att cirka 7,5% av alutor-folket kunde tala modersmålet. 
Språket anses vara utdöende och dess närmaste släktspråk är bl.a. kerek och korjak. Alutor delas i tre olika huvuddialekter.
Alutor skrivs med kyrilliska alfabetet.

## Fonologi

### Konsonanter
|             | Labial | Alveolar | Alveolar | Palatal | Velar | Uvular | Faryngal | Glottal |
| Norm.       | Labial | Palat.   |          | Palatal | Velar | Uvular | Faryngal | Glottal |
| ----------- | ------ | -------- | -------- | ------- | ----- | ------ | -------- | ------- |
| Nasal       | m      | n        | nʲ       |         | ŋ     |        |          |         |
| Klusil      | p      | t        |          |         | k     | q      |          | ʔ       |
| Frikativ    | v      | s        |          |         | ɣ     |        | ʕ        |         |
| Tremulant   |        | r        |          |         |       |        |          |         |
| Lateral     |        | l        | lʲ       |         |       |        |          |         |
| Approximant | w      |          |          | j       |       |        |          |         |

Källa:

### Vokaler
|              | Främre | Central | Bakre |
| ------------ | ------ | ------- | ----- |
| Sluten       | i      |         | u     |
| Mellansluten | e      | ə       | o     |
| Öppen        |        | a       |       |

Källa:

## Lexikon och grammatik
Språket är ett agglutinerande språk som använder många olika suffix och prefix. Substantiv böjs i tre numerus och i kasus.